# Gruszczyński (herb baronowski)

Herb Gruszczyńskich-Rosenbergów nad wejściem do Pałacu w Klecewie

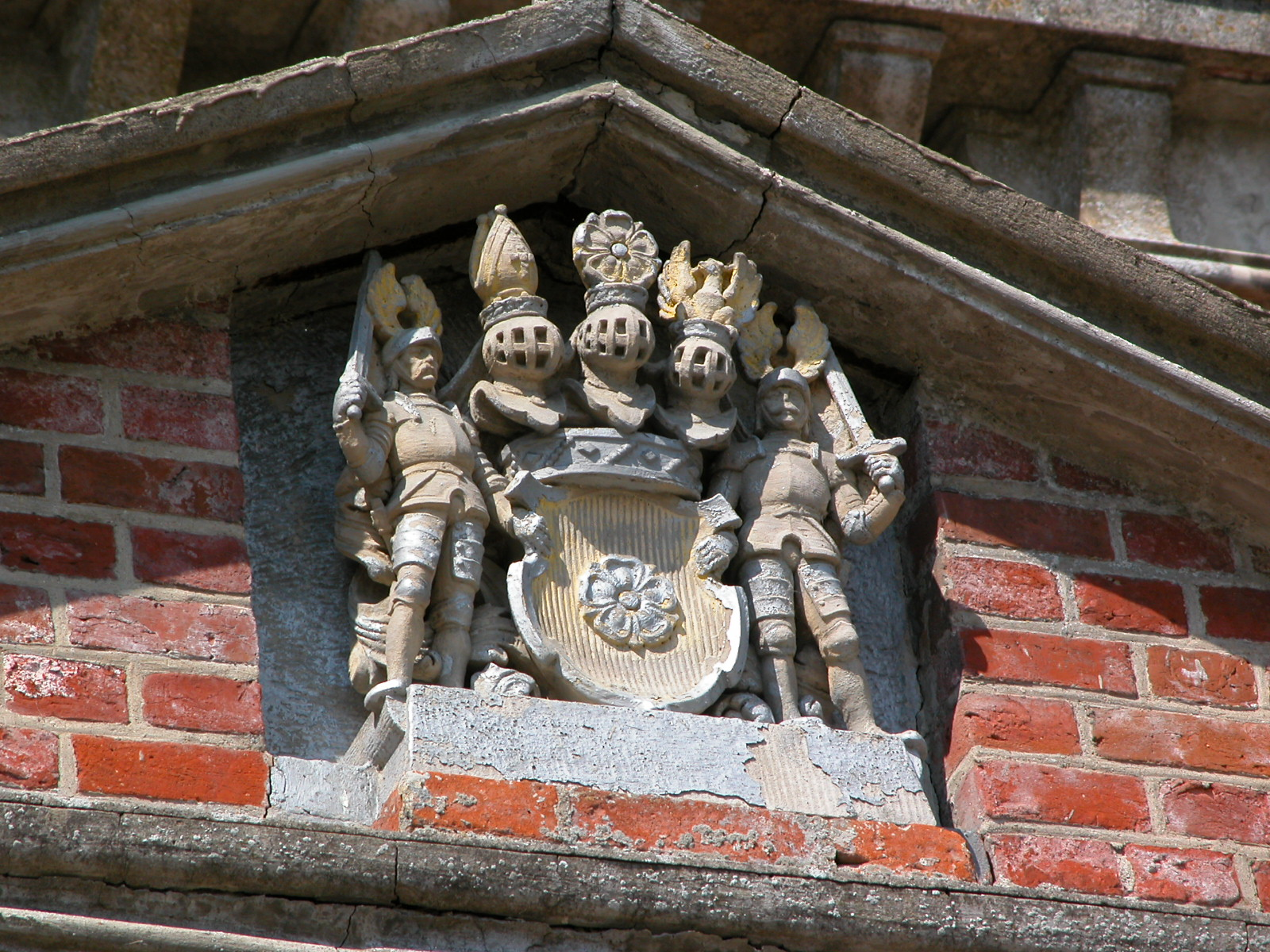
Herb Gruszczyńskich-Rosenbergów nad wejściem do Pałacu w Klecewie

Gruszczyński Baron (Gruszczyński von Rosenberg, Gruszczyński-Rosenberg, Poraj odmienny) – polski herb baronowski używany przez rodzinę Gruszczyńskich-Rosenbergów.

## Opis herbu
Znane są przynajmniej dwie wersje tego herbu. Według Juliusza Karola Ostrowskiego jest to zwykły Poraj ubogacony koroną baronowską. Istnieją jednak zabytki z bogatszą wersją tego herbu. Opisy zgodnie z klasycznymi regułami blazonowania:
Herb według Juliusza Karola Ostrowskiego: W polu czerwonym róża srebrna ze środkiem złotym i listkami zielonymi. Nad tarczą korona baronowska.
Herb nad wejściem do pałacu w Klecewie: W polu czerwonym róża srebrna ze środkiem złotym i listkami zielonymi. Nad tarczą korona baronowska, nad którą trzy hełmy, każdy w koronie baronowskiej gdzie: Klejnot I – Róża jak w godle; Klejnot II – Mitra biskupia; Klejnot III – Pół orła. Labry powinny być czerwone, podbite złotem. Trzymacze – rycerze trzymający w zewnętrznych rękach miecze wzniesione, wewnętrzne ręce opierający na tarczy; na hełmach para skrzydeł orlich.

## Najwcześniejsze wzmianki
Gruszczyńscy herbu Poraj byli znaną przynajmniej od XV wieku rodziną szlachecką wywodzącą się z Gruszczyc w ziemi sieradzkiej. Z rodziny tej Antoni Gruszczyński, dyrektor Towarzystwa Kredytowego w Prusach Zachodnich otrzymał w 4 września 1809 pruski tytuł baronowski z przydomkiem von Rosenberg, potwierdzony 6 czerwca 1818.

## Herbowni
Jedna rodzina herbownych:
- Gruszczyński von Rosenberg (Gruszczyński-Rosenberg).